# Paul Hunter Classic
Il Paul Hunter Classic è un torneo di snooker non valevole per il Ranking dedicato al giocatore di snooker Paul Hunter scomparso nel 2006. Si disputa a Fürth in Germania dal 2007.

## Storia
Il Paul Hunter Classic ha preso il posto del Fürth German Open a partire dal 2007.
Inizialmente doveva essere il The Masters il torneo da rinominare in onore di Paul Hunter dati i 3 successi in carriera dell'inglese ma fu optato di scegliere il torneo tedesco per ricordare il suo ultimo trionfo prima della morte.
Dal 2007 al 2009 il torneo è stato classificato come torneo di preparazione mentre dal 2010 al 2018 è stato valido per il Ranking con il Titolo di Minor-Ranking fino al 2015.
Dal 2019 il Paul Hunter Classic sarà un torneo Non-Ranking.

## Albo d'oro
| Anno | Vincitore         | Finalista        | Risultato | Stagione  | Evento di preparazione |
| ---- | ----------------- | ---------------- | --------- | --------- | ---------------------- |
| 2007 | Barry Pinches     | Ken Doherty      | 4 - 0     | 2007-2008 | Evento di preparazione |
| 2008 | Shaun Murphy      | Mark Selby       | 4 - 0     | 2008-2009 | Evento di preparazione |
| 2009 | Shaun Murphy      | Jimmy White      | 4 - 0     | 2009-2010 | Evento di preparazione |
| 2010 | Judd Trump        | Anthony Hamilton | 4 - 3     | 2010-2011 | Minor-Ranking          |
| 2011 | Mark Selby        | Mark Davis       | 4 - 0     | 2011-2012 | Minor-Ranking          |
| 2012 | Mark Selby        | Joe Swail        | 4 - 1     | 2012-2013 | Minor-Ranking          |
| 2013 | Ronnie O'Sullivan | Gerard Greene    | 4 - 0     | 2013-2014 | Minor-Ranking          |
| 2014 | Mark Allen        | Judd Trump       | 4 - 2     | 2014-2015 | Minor-Ranking          |
| 2015 | Ali Carter        | Shaun Murphy     | 4 - 3     | 2015-2016 | Minor-Ranking          |
| 2016 | Mark Selby        | Tom Ford         | 4 - 2     | 2016-2017 | Ranking                |
| 2017 | Michael White     | Shaun Murphy     | 4 - 2     | 2017-2018 | Ranking                |
| 2018 | Kyren Wilson      | Peter Ebdon      | 4 - 2     | 2018-2019 | Ranking                |
| 2019 | Barry Hawkins     | Kyren Wilson     | 4 - 3     | 2019-2020 | Non-Ranking            |

## Finalisti
| N° | Giocatore         | Vittorie | Finali perse | Totale |
| -- | ----------------- | -------- | ------------ | ------ |
| 1  | Mark Selby        | 3        | 1            | 4      |
| 2  | Shaun Murphy      | 2        | 2            | 4      |
| 3  | Judd Trump        | 1        | 1            | 2      |
| 4  | Kyren Wilson      | 1        | 1            | 2      |
| 5  | Barry Pinches     | 1        | 0            | 1      |
| 6  | Ronnie O'Sullivan | 1        | 0            | 1      |
| 7  | Mark Allen        | 1        | 0            | 1      |
| 8  | Michael White     | 1        | 0            | 1      |
| 9  | Barry Hawkins     | 1        | 0            | 1      |
| 10 | Ken Doherty       | 0        | 1            | 1      |
| 11 | Jimmy White       | 0        | 1            | 1      |
| 12 | Anthony Hamilton  | 0        | 1            | 1      |
| 13 | Mark Davis        | 0        | 1            | 1      |
| 14 | Joe Swail         | 0        | 1            | 1      |
| 15 | Gerard Greene     | 0        | 1            | 1      |
| 16 | Tom Ford          | 0        | 1            | 1      |
| 17 | Peter Ebdon       | 0        | 1            | 1      |

## Finalisti per nazione
| N° | Nazione              | Vittorie | Finali perse | Totale |
| -- | -------------------- | -------- | ------------ | ------ |
| 1  | Inghilterra          | 11       | 10           | 21     |
| 2  | Irlanda del Nord     | 1        | 2            | 3      |
| 3  | Galles               | 1        | 0            | 1      |
| 4  | Repubblica d'Irlanda | 0        | 1            | 1      |